# Legea de inerție a lui Sylvester
Legea de inerție a lui Sylvester este o consecință a clasificării formelor pătratice reale.
A fost formulată de către James Joseph Sylvester în 1852.
Teorema care afirmă că orice matrice simetrică poate fi redusă la o formă diagonală prin aplicarea unei transformări ortogonale asupra matricei. Mai precis, există o transformare ortogonală (adica o matrice de rotație) care poate fi aplicată matricei simetrice astfel încât matricea rezultată să fie diagonală.
Teoremă. Fie {\displaystyle Q} o formă pătratică pe {\displaystyle {\mathcal {E}}}, spațiu vectorial de dimensiune finită, atunci există {\displaystyle (e_{1},e_{2},\cdots ,e_{n})} o bază a lui {\displaystyle {\mathcal {E}}} și {\displaystyle p,q\in \mathbb {N} }, astfel încât pentru orice vector {\displaystyle x=x_{1}e_{1}+x_{2}e_{2}+\cdots +x_{n}e_{n}\in {\mathcal {E}}} se verifică relația:
{\displaystyle Q(x)=x_{1}^{2}+x_{2}^{2}+\cdots +x_{p}^{2}-x_{p+1}^{2}-\cdots -x_{p+q}^{2}}.
Legea de inerție a lui Sylvester este foarte importantă în algebra liniară, deoarece ne permite să rezolvăm o serie de probleme practice, cum ar fi calculul valorilor proprii și a vectorilor proprii ai unei matrice simetrice.
Poate fi generalizată și pentru matricele hermitice⁠(d), în care caz matricea poate fi redusă la o formă diagonală prin aplicarea unei transformări unitare (adica o matrice de rotație complexă).